# Heinz Peter Platter
Heinz Peter Platter (8 marzo 1967) è un allenatore di sci alpino ed ex sciatore alpino italiano.

## Biografia

### Carriera sciistica
Slalomista puro originario di Prato allo Stelvio in attività nei primi anni 1990, in Coppa del Mondo Platter ottenne il primo piazzamento il 18 dicembre 1990 a Madonna di Campiglio quando arrivò 18º (tale risultato rimase il migliore di Platter nel massimo circuito) e l'ultimo il 5 dicembre 1993 a Stoneham (24º). Ai Campionati italiani conquistò due medaglie e in Coppa Europa fu secondo nella classifica di slalom speciale nel 1992; non prese parte a rassegne olimpiche o iridate.

### Carriera da allenatore
Dopo il ritiro Platter divenne allenatore nei quadri della Federazione sciistica della Svezia, per passare poi in quelli delle federazioni italiana, canadese e cinese; è delegato tecnico FIS.

## Palmarès

### Coppa del Mondo
- Miglior piazzamento in classifica generale: 86º nel 1991

### Campionati italiani
- 2 medaglie[2]:
  - 2 bronzi (slalom speciale nel 1989; slalom speciale nel 1993)